# Aughamucky
Aughamucky est un village en Irlande, situé dans le comté de Kilkenny à la sortie de la route H78, à quelques kilomètres de Castlecomer.